# Big Bang (álbum de Os Paralamas do Sucesso)
Big Bang es el quinto álbum de estudio de la banda de rock brasileña Os Paralamas do Sucesso. Fue lanzado el 20 de noviembre de 1989.
Los principales éxitos de este álbum incluyen "Lanterna dos Afogados" (la canción más famosa y bien conocida de los Paralamas), "Nebulosa do Amor" y "Jubiabá" (una adaptación en portugués de Alan Robert y Señor Kitchner). 

## Lista de canciones
Todas las canciones escritas y compuestas por Paralamas. 
| Big Bang |                                                              |                                       |          |  |
| N.º      | Título                                                       | Escritor(es)                          | Duración |  |
| 1.       | «Perplexo»                                                   | Herbert Vianna                        | 02:41    |  |
| 2.       | «Dos Restos»                                                 | Herbert Vianna                        | 03:07    |  |
| 3.       | «Pólvora»                                                    | Herbert Vianna                        | 03:04    |  |
| 4.       | «Nebulosa do Amor»                                           | Herbert Vianna                        | 03:14    |  |
| 5.       | «Vulcão Dub»                                                 | Herbert Vianna/Bi Ribeiro/João Barone | 01:10    |  |
| 6.       | «Se me Você Quer»                                            | Herbert Vianna                        | 03:30    |  |
| 7.       | «Rabicho hacer Cachorro Rabugento»                           | Herbert Vianna/Bi Ribeiro/João Barone | 01:26    |  |
| 8.       | «Esqueça o Que Te Disseram Sobre o Amor (Vai Ser Diferente)» | João Barone/Herbert Vianna            | 04:02    |  |
| 9.       | «Lanterna dos Afogados»                                      | Herbert Vianna                        | 03:11    |  |
| 10.      | «Bang Bang»                                                  | Herbert Vianna                        | 03:39    |  |
| 11.      | «Lá em sándalo Lugar»                                        | Herbert Vianna                        | 03:20    |  |
| 12.      | «Jubiabá»                                                    | A.Robert/L.Kitchner                   | 02:37    |  |
| 13.      | «Cachorro na Feira»                                          | Herbert Vianna/Bi Ribeiro/João Barone | 01:20    |  |
| 35:36    |                                                              |                                       |          |  |

## Personal
- Bi Ribeiro - Bajo
- Herbert Vianna - Guitarra y voz
- João Barone - Batería y percusión